# La fine di tutte le cose
La fine di tutte le cose è un saggio di Immanuel Kant del 1794, dove tratta della fine del mondo, dell'Apocalisse e del giudizio universale.
Nel 1794 l'autore spedì all'editore suo amico Johann Erich Biester il saggio. L'opera venne pubblicata nello stesso anno sulla rivista illuministica Berlinische Monatsschrift.

## Contenuto

### Tempo come durata e eternità

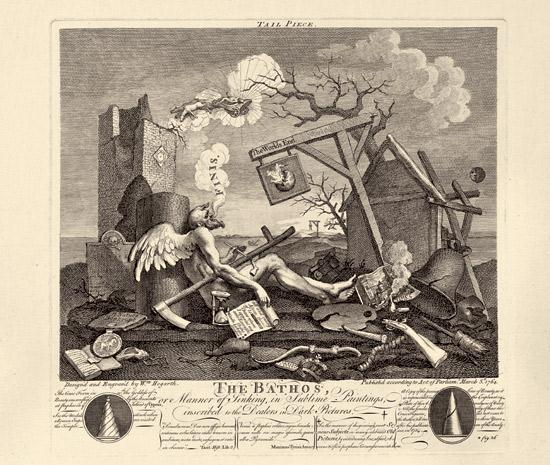
Finis (1784) di William Hogarth

Comunemente si pensa che con la morte si passi dal tempo all'eternità. Connessa cioè all'idea di fine del mondo è quella della sostituzione della dimensione del tempo, come noi la conosciamo, con quella diversa di eternità, un concetto per noi inconoscibile se lo si intenda come un tempo che dura all'infinito per cui con la fine di tutto non si uscirebbe dal tempo ma si passerebbe da un tempo a un diverso tempo che mai finisce.  L'eternità deve essere invece intesa come fine di ogni tempo, nella quale però l'uomo continuerebbe ad avere "durata".
Questo dell'eternità, intesa come tempo incommensurabile che si protragga all'infinito, non essendo oggetto di un'intuizione sensibile (essendo l'eternità atemporale) è un pensiero immenso che appartiene a quella concezione kantiana del sublime che attira la mente umana che, pur non trovando limiti comprensibili, cerca vanamente di afferrare ma che può risolvere solo come idea pratica, ovvero che mira al perseguimento del sommo bene da parte della ragione L'eternità è dunque un concetto limite, un vuoto concetto senza oggetto, noumenico che non rientra nel fenomenico per cui alla fine l'unico significo possibile è quello morale.

### Monisti e dualisti
Che cosa pensa che accadrà  il genere umano dopo la fine del mondo?
I monisti immaginano che alla fine dei tempi tutte le anime senza differenze si troveranno in un mondo di beatitudine mentre per i dualisti vi sarà un giudizio che riserverà felicità per i giusti e eterna dannazione per i malvagi. Kant propende per questa concezione dualistica più utile a stimolare negli uomini, in vista di un giudizio finale, la conoscenza del bene e del male per il miglior uso della libertà di scelta dei loro comportamenti.

### La fine del mondo
Quanto alla fine del mondo questo è un pensiero che «deve essere strettamente connesso [...] con la ragione umana universale, dato che lo si incontra, sotto varie forme, presso tutti i popoli usi a ragionare, e in tutte le epoche».
Kant divide il problema in due domande: perché si attenda una fine del mondo e perché essa venga sempre vissuta come qualcosa di terribile. La risposta alla prima questione è che la ragione stessa mostra agli uomini che «il perdurare del mondo ha valore solo in quanto gli esseri razionali che sono nel mondo medesimo siano conformi allo scopo finale della loro esistenza». Il senso finale del mondo e del genere umano cioè è che tutto deve avere un fine nella creazione divina perché se questo scopo non dovesse essere mai raggiunto, la creazione apparirebbe senza senso «come un'opera teatrale che non avesse un epilogo», una rappresentazione teatrale senza la parte finale, senza ragione.
Alla seconda domanda Kant risponde che, poiché comunemente si pensa che il genere umano sia malvagio e corrotto, ne deriva l'opinione che, se esiste una potenza giusta questa non possa far altro che attuare una fine punitiva del mondo terreno: 
Un mondo dove già compaiono come segni premonitori dell'Apocalisse non solo i cataclismi naturali ma anche «l'ingiustizia, l'oppressione dei poveri a causa della smodata tracotanza dei ricchi e la generale perdita di lealtà e fiducia».
Unica speranza è che l'uomo alla fine di tutte le cose raggiunga la salvezza accrescendo la sua moralità con la rinunzia alla sua smodata brama di possedere di tutte le cose.

#### La fine come nulla
La fine di tutte le cose potrebbe essere intesa misticamente come coincidente con il nulla, in una dimensione di assenza del tempo. Una concezione questa che rifugge alla ragione ma che altre dottrine hanno ipotizzato. Così Lao Tze che pensa che il sommo bene sia la percezione del nulla che si raggiunge rinunciando alla propria identità per coincidere con la divinità. Altrettanto avviene nel panteismo, nello spinozismo e nel neoplatonismo che ricercano il bene in un tutto che è anche nulla.

#### La fine come cessazione della moralità
Oppure si potrebbe pensare che la fine di tutte le cose coincida con la fine della moralità che si avrebbe con la definitiva e totale affermazione del cristianesimo che da religione "amabile", che addita l'amore per il prossimo, si trasformerebbe in un'etica che impone il bene facendo cessare la libera scelta che la caratterizza.
Il cristianesimo perderebbe cioè quella amabilità insegnata da Gesù «amico degli uomini, che insinua nell'animo dei suoi simili il loro proprio volere ben inteso, quello cioè secondo il quale agirebbero essi stessi spontaneamente se esaminassero spontaneamente se stessi». È questa essenziale amabilità che ha segnato il successo del cristianesimo che pur indicando la legge ha lasciato quel «... sentimento di libertà nella scelta dello scopo finale [...] che rende amabile agli uomini la [sua] legislazione» e dove le punizioni sono ammonimenti a non violare la legge e non moventi, e le ricompense non sono compensi per le buone azioni ma segni della bontà del benefattore.
Ovvero la fine di tutto potrebbe segnare l'avvento di un cristianesimo dispotico dove il comportamento morale sarebbe determinato dalla speranza di un premio o dalla paura di una punizione facendo mancare quella autentica morale dove si fa il bene per il bene. In questo caso perirebbe il cristianesimo e «l'Anticristo,[...], comincerebbe il suo pur breve regno(presumibilmente fondato sulla paura e sull'egoismo).»

## Edizioni
- Immanuel Kant, La fine di tutte le cose, a cura di Andrea Tagliapietra, traduzione di E. Tetamo, Volume 10 di Incipit, Bollati Boringhieri, 2006,  p. 125, ISBN 88-339-1711-8.